# 고향 (1980년 영화)
고향(古都: Ancient City)은 일본에서 제작된 이치카와 곤 감독의 1980년 영화이다. 야마구치 모모에 등이 주연으로 출연하였고 호리 타케오 등이 제작에 참여하였다.

## 출연

### 주연
- 야마구치 모모에
- 미우라 토모카즈
- 키시 케이코

## 제작진
- 원작자: 가와바타 야스나리
- 조감독: 테즈카 마사아키
- 미술: 사카구치 타케하루